# Egypte op de Olympische Zomerspelen 1988
Egypte nam deel aan de Olympische Zomerspelen 1988 in Seoel, Zuid-Korea. In tegenstelling tot hun vorige deelname won men deze keer geen medaille.

## Deelnemers en resultaten

### Atletiek
| Olympiër        | Discipline       | Resultaat | Prestatie                                 |
| --------------- | ---------------- | --------- | ----------------------------------------- |
| Ahmed Ghanem    | 400m horden (m)  | 18e       | serie 2: 4de in 50,44                     |
| Mohamed Achouch | kogelstoten (m)  | 15e       | kwalificatie groep B: 9de met 18,94m      |
| Ahmed Shatta    | kogelstoten (m)  | 18e       | kwalificatie groep A: 9de met 17,61m      |
| Mohamed Achouch | discuswerpen (m) | DNF       | kwalificatie groep B: geen geldige poging |

### Basketbal
| Olympiër | Discipline | Resultaat | Prestatie |
| --- | ---------- | --------- | --- |
| Alaa El-Din Abdoun Hany Moussa Ashraf Sedky Mohamed Ismail Alain Attalah Abdel Meguid Amir Ashraf El-Kordy Emad El-Din Mahmoud Ali Hisham Khalil Mohamed El-Shakeri El-Sayed Mohamed Ahmed Soliman | mannen (m) | 12e       | groep B: 6de V van China: 84-98 V van Spanje: 70-113 V van Canada: 64-117 V van Brazilië: 85-138 V van Verenigde Staten: 35-102 9-12de plek: V van Centraal-Afrikaanse Republiek: 57-63 11-12de plek: V van China: 75-97 |

| Groep B |                  |             |             |             |        |        |        |        |
| #       | Land             | Wedstrijden | Wedstrijden | Wedstrijden | Punten | Punten | Punten | Punten |
| #       | Land             | G           | W           | V           | V      | T      | Saldo  | Punten |
| 1       | Verenigde Staten | 5           | 5           | 0           | 485    | 302    | +183   | 10     |
| 2       | Spanje           | 5           | 4           | 1           | 484    | 435    | +49    | 9      |
| 3       | Brazilië         | 5           | 3           | 2           | 590    | 522    | +68    | 8      |
| 4       | Canada           | 5           | 2           | 3           | 479    | 455    | +24    | 7      |
| 5       | China            | 5           | 1           | 4           | 433    | 527    | -94    | 6      |
| 6       | Egypte           | 5           | 0           | 5           | 338    | 568    | -230   | 5      |

| Ronde        | Datum | Plaats                        | Land   | Score            | Land |
| ------------ | ----- | ----------------------------- | ------ | ---------------- | ---- |
| Groepsfase   |       |                               |        |                  |      |
| 17 september | Seoel | China                         | 98-84  | Egypte           |      |
| 20 september | Seoel | Egypte                        | 70-113 | Spanje           |      |
| 21 september | Seoel | Canada                        | 117-64 | Egypte           |      |
| 23 september | Seoel | Brazilië                      | 138-85 | Egypte           |      |
| 24 september | Seoel | Egypte                        | 35-102 | Verenigde Staten |      |
| 9-12de plek  |       |                               |        |                  |      |
| 26 september | Seoel | Centraal-Afrikaanse Republiek | 63-57  | Egypte           |      |
| 11-12de plek |       |                               |        |                  |      |
| 29 september | Seoel | Egypte                        | 75-97  | China            |      |

### Boksen
| Olympiër              | Discipline | Resultaat | Prestatie |
| --------------------- | ---------- | --------- | --- |
| Moustafa Esmail       | -48kg (m)  | 17e       | 1ste ronde: vrij 2de ronde: V van PHI Serrantes: scheidsrechterlijke beslissing                                                       |
| Gamal El-Din El-Koumy | -51kg (m)  | 9e        | 1ste ronde: W van IRQ Hussain: 4-1 2de ronde: W van TUR Gul: 4-1 3de ronde: V van BUL Todorov: walk-over                              |
| Mohamed Hegazi        | -60kg (m)  | 5e        | 1ste ronde: W van NEP Ranamagar: 5-0 2de ronde: W van NGR Onoko: 5-0 3de ronde: W van ALG Said: 5-0 kwartfinale: V van GDR Zülow: 0-5 |
| Ahmed El-Naggar       | -81kg (m)  | 5e        | 1ste ronde: W van VIN Nanton: walk-over 2de ronde: W van GRN Collins: 5-0 kwartfinale: V van POL Petrich: 0-5                         |

### Gewichtheffen
| Olympiër        | Discipline | Resultaat | Prestatie                                                        |
| --------------- | ---------- | --------- | ---------------------------------------------------------------- |
| Ramadan Aly     | -52kg (m)  | DNF       | trekken: 10de met 100kg stoten: geen geldige poging              |
| Khalil El-Sayed | -75kg (m)  | 13e       | trekken: 12de met 142,5kg stoten: 16de met 172,5kg totaal: 315kg |
| Mahmoud Mahgoub | -90kg (m)  | DNF       | trekken: geen geldige poging                                     |
| Reda El-Batoty  | +110kg (m) | 6e        | trekken: 4de met 175kg stoten: 6de met 217,5kg totaal: 392,5kg   |
| Adhan Mohamed   | +110kg (m) | 12e       | trekken: 11de met 152,5kg stoten: 11de met 190kg totaal: 342,5kg |

### Judo
| Olympiër              | Discipline | Resultaat | Prestatie |
| --------------------- | ---------- | --------- | --------- |
| Emad El-Din Hassan    | -60kg (m)  | 20e       |           |
| Walid Mohamed Hussain | -78kg (m)  | 9e        |           |
| Mohamed Ali Rashwan   | +95kg (m)  | 7e        |           |

### Moderne vijfkamp
| Olympiër                                           | Discipline  | Resultaat | Prestatie    |
| -------------------------------------------------- | ----------- | --------- | ------------ |
| Moustafa Adam                                      | individueel | 50e       | 4585 punten  |
| Mohamed Abdou El-Souad                             | individueel | 31e       | 4853 punten  |
| Ayman Mahmoud                                      | individueel | 46e       | 4675 punten  |
| Moustafa Adam Mohamed Abdou El-Souad Ayman Mahmoud | team        | 13e       | 14113 punten |

### Paardensport
| Olympiër             | Discipline     | Resultaat      | Prestatie                              |
| Springconcours       | Springconcours | Springconcours | Springconcours                         |
| -------------------- | -------------- | -------------- | -------------------------------------- |
| André Salah Sakakini | individueel    | 58e            | kwalificatie: 58ste met 33 strafpunten |

### Schermen
| Olympiër                | Discipline | Resultaat | Prestatie |
| ----------------------- | ---------- | --------- | --- |
| Abdel Monem El-Husseini | floret (m) | 35e       | 1ste ronde groep 1: 2de met 3 overwinningen kwartfinale 6: 4de met 2 overwinningen halve finale 3: 5de met 1 overwinning |
| Ahmed Mohamed           | floret (m) | 45e       | 1ste ronde groep 5: 4de met 2 overwinningen kwartfinale 8: 6de met 0 overwinningen                                       |

### Schietsport
| Olympiër         | Discipline | Resultaat | Prestatie                          |
| ---------------- | ---------- | --------- | ---------------------------------- |
| Mohamed Khorshed | skeet      | 33e       | kwalificatie: 33ste met 143 punten |
| Sherif Saleh     | trap       | 25e       | kwalificatie: 25ste met 142 punten |

### Tafeltennis
| Olympiër        | Discipline    | Resultaat | Prestatie |
| --------------- | ------------- | --------- | --- |
| Sherif El-Saket | enkelspel (m) | 57e       | groep E: 8ste V van KOR Kim: 0-3 V van SWE Persson: 0-3 V van JPN Saito: 0-3 V van IND Mehta: 1-3 V van BUL Domuschiev: 1-3 V van POL Molenda: 1-3 V van CHI Gambra: 0-3 |
| Ashraf Helmy    | enkelspel (m) | 49e       | groep F: 7de V van SWE Lindh: 0-3 V van GBR Douglas: 0-3 V van TPE Huei-Chieh: 1-3 W van PAK Saif: 3-1 V van YUG Kalinić: 0-3 V van BRA Kano: 1-3 W van DOM Fermín: 3-1  |
|                 |               |           | |
| Nihal Meshref   | enkelspel (v) | 41e       | groep G: 6de V van NED Vriesekoop: 0-3 V van BUL Guergueltcheva: 0-3 V van TCH Safarova: 0-3 V van YUG Perkučin: 0-3 V van ARG Hae-Ja: 1-3                               |

### Worstelen
| Olympiër                 | Discipline  | Resultaat   | Prestatie |
| Vrije stijl              | Vrije stijl | Vrije stijl | Vrije stijl |
| ------------------------ | ----------- | ----------- | --- |
| Essam El-Khodary         | -68kg (m)   | 17e         | groep A: 9de W van ESA Manzur: 4-0 V van IRI Khadem: 0-4 V van SYR Wattar: 1-3                                                                     |
| Moustafa Ramadan Hussein | -82kg (m)   | 19e         | groep A: 10de V van JPN Ito: 0-3 W van ARG Iglesias: 3- V van YUG Nikolovski: 1-3                                                                  |
| Hassan El-Hadad          | -130kg (m)  | 15e         | groep A: 8ste V van USA Baumgartner: 0-4 |
| Grieks-Romeins           |             |             | |
| Abdellatif Abdellatif    | -68kg (m)   | 25e         | groep B: 13de V van SWE Lagerbord: 0-3 V van TUR Kocak: 0-4                                                                                        |
| Moustafa Ramadan Hussein | -82kg (m)   | 13e         | groep A: 7de W van CMR N'To: 4-0 V van BUL Stoykov: 0-3 V van HUN Komaromo: 0-4                                                                    |
| Kamal Ibrahim            | -90kg (m)   | 9e          | groep A: 5de V van ISR Bernshtein: 1-3 W van BRA Leitao: 4-0 V van GRE Pikilidis: 0-3                                                              |
| Hassan El-Hadad          | -130kg (m)  | 4e          | groep B: 2de W van MRI Ramsaran: 4-0 W van IRQ Jassim: 3-0 W van JPN Deguchi: 4-0 V van BUL Gerovski: 0-5 bronzen finale: V van SWE Johansson: 0-3 |

### Zwemmen
| Olympiër                                                | Discipline            | Resultaat | Prestatie                  |
| ------------------------------------------------------- | --------------------- | --------- | -------------------------- |
| Mohamed El-Azoul                                        | 50m vrije slag (m)    | 42e       | serie 5: 7de in 24,64      |
| Mohamed Hassan                                          | 50m vrije slag (m)    | 48e       | serie 5: 8ste in 25,11     |
| Moustafa Amer                                           | 100m vrije slag (m)   | 45e       | serie 4: 2de in 53,57      |
| Moustafa Amer                                           | 200m vrije slag (m)   | 47e       | serie 3: 3de in 1.57,50    |
| Amin Amer                                               | 100m rugslag (m)      | 39e       | serie 3: 8ste in 1.00,76   |
| Ahmed Abdullah                                          | 200m vlinderslag (m)  | 31e       | serie 3: 3de in 2.05,26    |
| Mohamed El-Azoul Amin Amer Mohamed Hassan Moustafa Amer | 4x100m vrije slag (m) | DSQ       | serie 3: gediskwalificeerd |

Afghanistan · Algerije · Amerikaanse Maagdeneilanden · Amerikaans-Samoa · Andorra · Angola · Antigua en Barbuda · Argentinië · Aruba · Australië · Bahama’s · Bahrein · Bangladesh · Barbados · België · Belize · Benin · Bermuda · Bhutan · Birma · Bolivia · Bondsrepubliek Duitsland · Botswana · Brazilië · Britse Maagdeneilanden · Brunei · Bulgarije · Burkina Faso · Canada · Centraal-Afrikaanse Republiek · Chili · China · Chinees Taipei · Colombia · Congo-Brazzaville · Cookeilanden · Costa Rica · Cyprus · Denemarken · Djibouti · Dominicaanse Republiek · Duitse Democratische Republiek · Ecuador · Egypte · El Salvador · Equatoriaal-Guinea · Fiji · Filipijnen · Finland · Frankrijk · Gabon · Gambia · Ghana · Grenada · Griekenland · Groot-Brittannië · Guam · Guatemala · Guinee · Guyana · Haïti · Honduras · Hongarije · Hongkong · Ierland · IJsland · India · Indonesië · Irak · Iran · Israël · Italië · Ivoorkust · Jamaica · Japan · Joegoslavië · Jordanië · Kaaimaneilanden · Kameroen · Kenia · Koeweit · Laos · Lesotho · Libanon · Liberia · Libië · Liechtenstein · Luxemburg · Malawi · Malediven · Maleisië · Mali · Malta · Marokko · Mauritanië · Mauritius · Mexico · Monaco · Mongolië · Mozambique · Nederland · Nederlandse Antillen · Nepal · Nieuw-Zeeland · Niger · Nigeria · Noord-Jemen · Noorwegen · Oeganda · Oman · Oostenrijk · Pakistan · Panama · Papoea-Nieuw-Guinea · Paraguay · Peru · Polen · Portugal · Puerto Rico · Qatar · Roemenië · Rwanda · Saint Vincent en de Grenadines · Salomonseilanden · Samoa · San Marino · Saoedi-Arabië · Senegal · Sierra Leone · Singapore · Soedan · Somalië · Sovjet-Unie · Spanje · Sri Lanka · Suriname · Swaziland · Syrië · Tanzania · Thailand · Togo · Tonga · Trinidad en Tobago · Tsjaad · Tsjecho-Slowakije · Tunesië · Turkije · Uruguay · Vanuatu · Venezuela · Verenigde Arabische Emiraten · Verenigde Staten · Vietnam · Zaïre · Zambia · Zimbabwe · Zuid-Jemen · Zuid-Korea · Zweden · Zwitserland